# Metropolitanato de Riazán
El metropolitanato de Riazán (en ruso: Рязанская митрополия) es una circunscripción eclesiástica de la Iglesia ortodoxa rusa en la Federación Rusa. Se trata de un metropolitanato bizantino, sede metropolitana de la provincia eclesiástica de Riazán. Desde el 22 de octubre de 2015 su metropolitano es Mark Golovkov.

## Territorio y organización

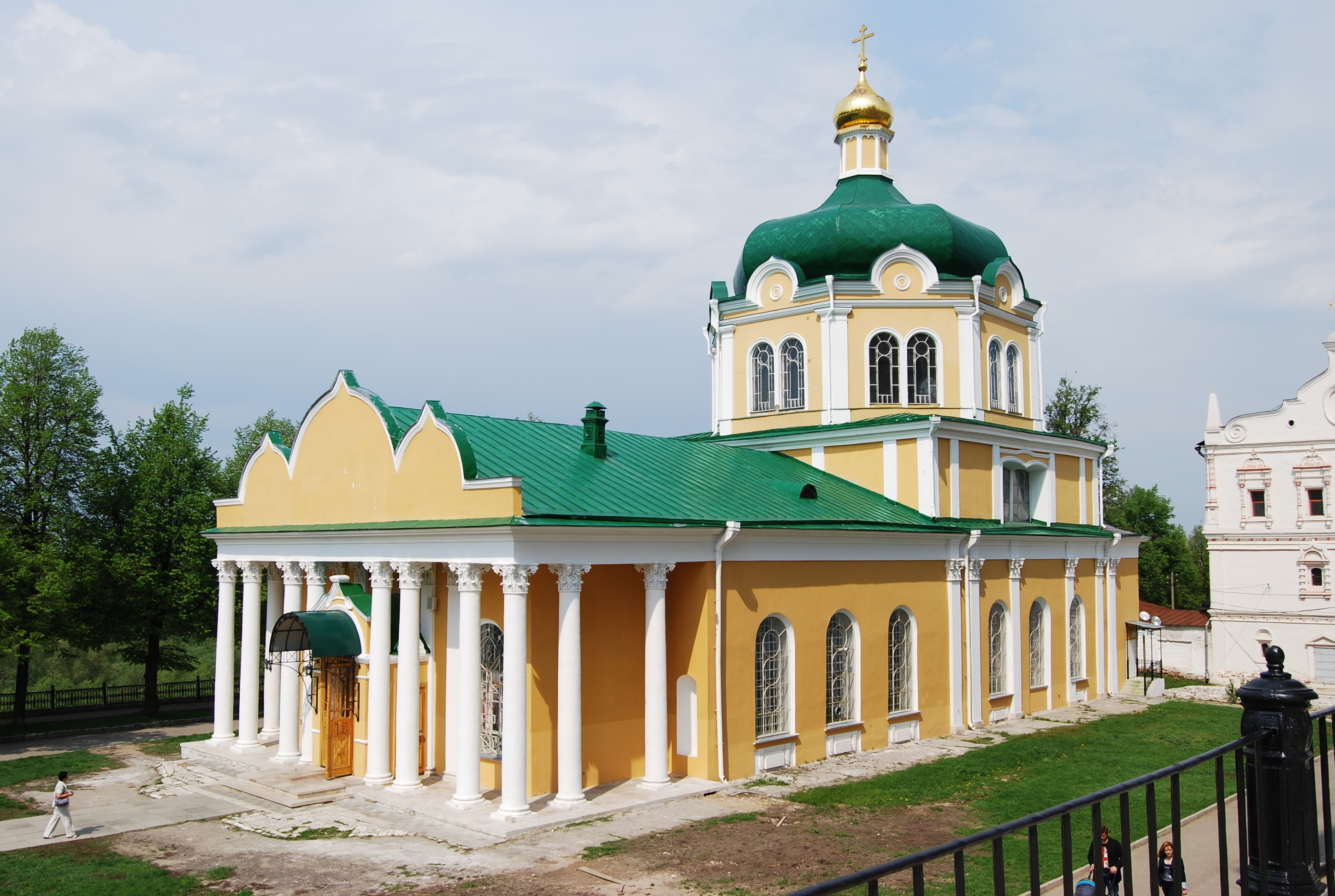
Catedral de la Natividad de Cristo, en Riazán

El metropolitanato extiende su jurisdicción sobre los fieles de rito bizantino ruso residentes en la parte occidental de la óblast de Riazán (dentro de la ciudad de Riazán, así como de los distritos de Zakharovsky, Mikhailovsky, Pronsky, Rybnovsky, Riazánsky, Spassky y Starozhilovsky). Inicialmente, sus límites coincidían con los del Principado de Riazán y, posteriormente, con los de la gobernación de Riazán.

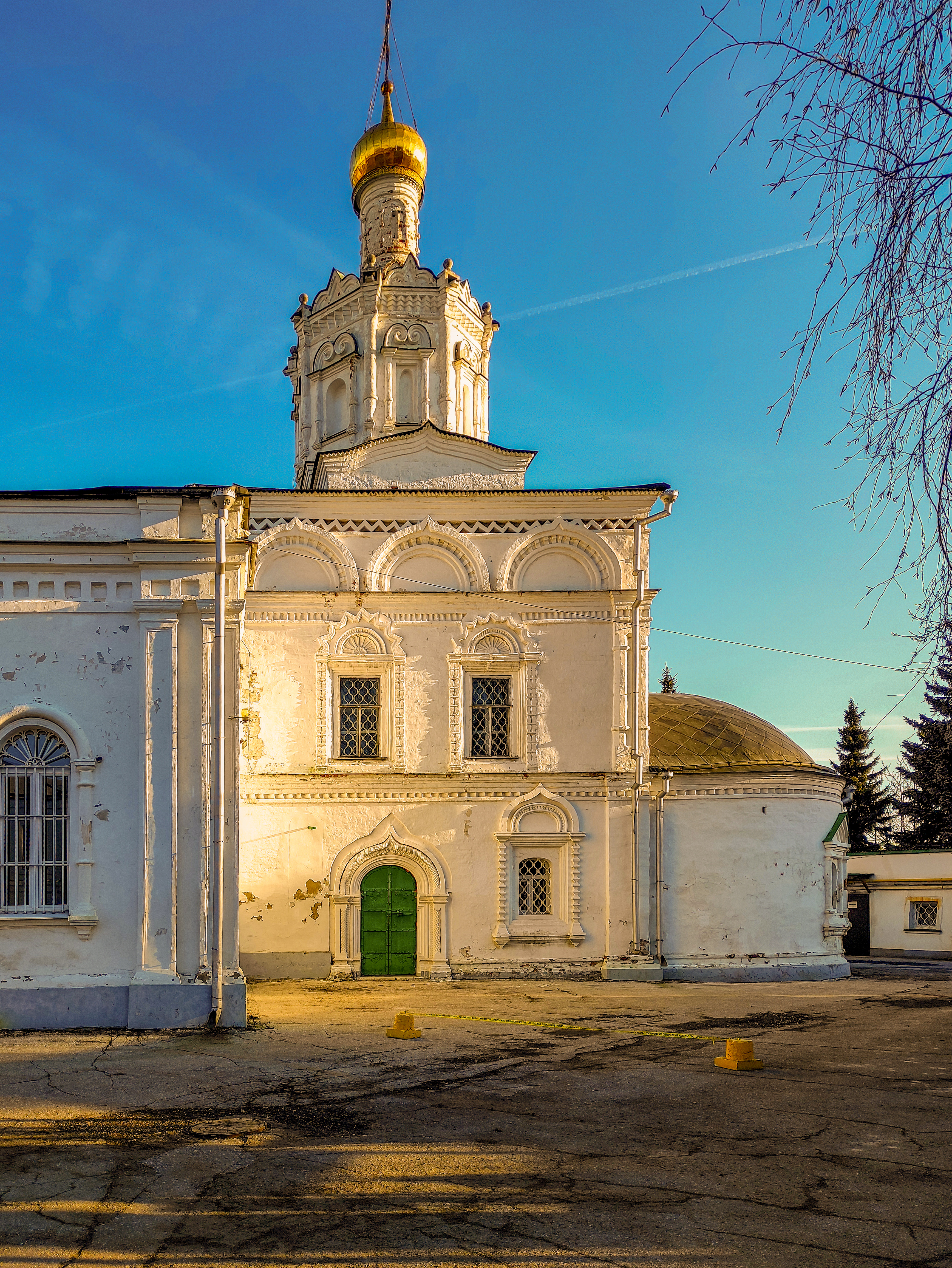
Excatedral de Boris y Gleb, en Riazán

La sede del metropolitanato se encuentra en la ciudad de Riazán, en donde se hallan la Catedral de la Dormición de la Santísima Virgen María (o catedral de verano, construida entre 1693 y 1699), la Catedral de la Natividad de Cristo (llamada de la Dormición hasta la construcción de la nueva catedral con ese nombre) y excatedral de Boris y Gleb (fue la catedral entre 1946 y 2002). En Antigua Riazán se encuentran ruinas de la primitica Catedral de la Dormición, destruida por la toma mongola de Riazán en diciembre de 1237.

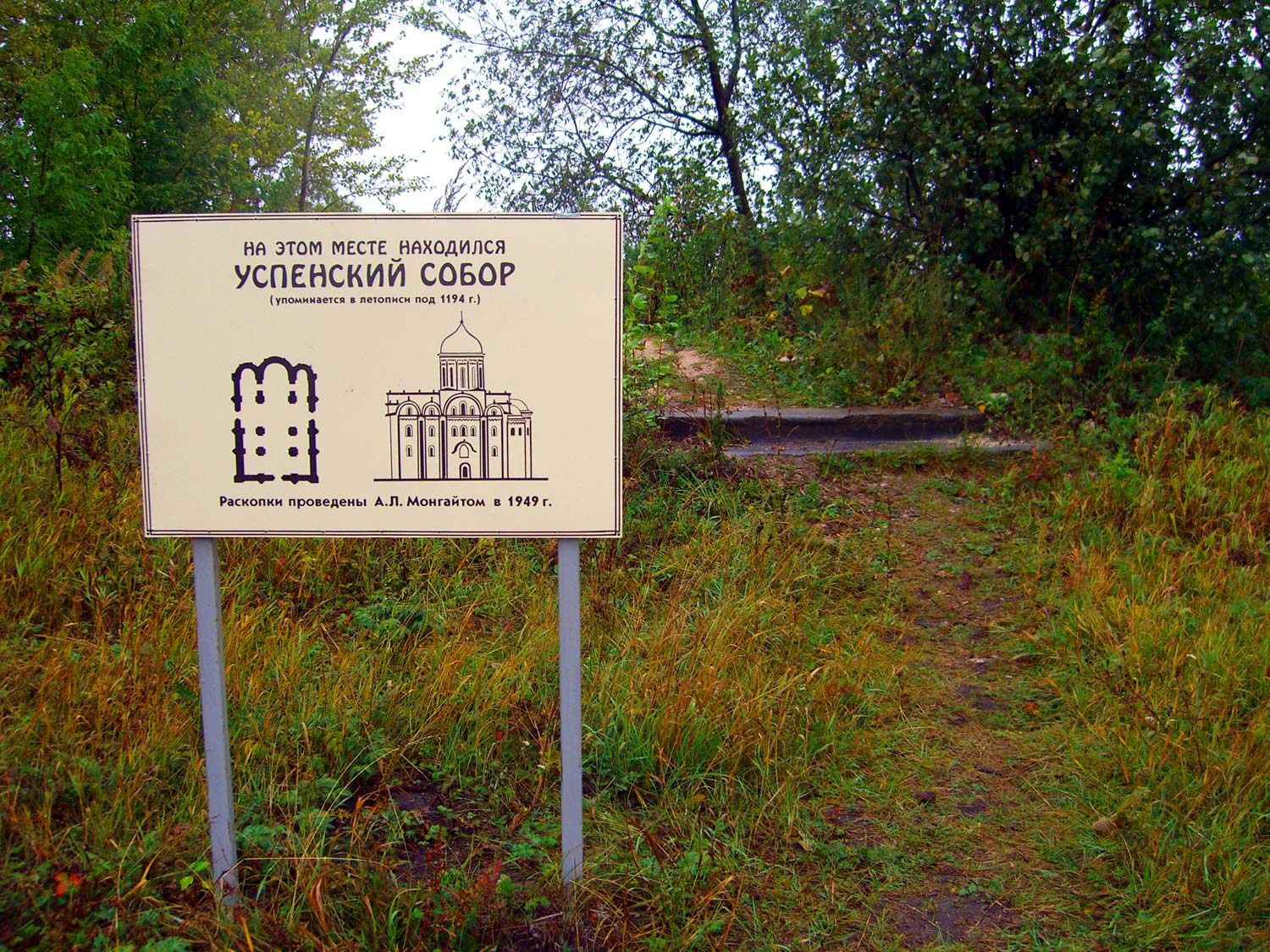
Ruinas de la primitica Catedral de la Dormición, en Antigua Riazán

El metropolitanato tiene como sufragáneas a las eparquías de Kasímov y de Skopin.

## Historia
La eparquía de Chernígov y Riazán fue erigida en 991, siendo una de las más antiguas del metropolitanato de Kiev y toda la Rus del patriarcado de Constantinopla. El	26 de septiembre de 1198 la eparquía de Riazán y Múrom se separó de la eparquía de Chernígov. Inicialmente, la sede se encontraba en Múrom, pero luego se trasladó a la Antigua Riazán y, tras su destrucción y desolación por los mongoles en diciembre de 1237, primero a Glebov y luego, en el siglo XVI, a Pereyaslavl Riazán, es decir, la actual Riazán.
La importancia de la diócesis de Riazán en la vida eclesiástica y pública del estado ruso aumentó. El 26 de enero de 1589 recibió el estatus de archieparquía, y desde el 13 de junio de 1669 a 1723 fue un metropolitanato. Bajo el gobierno de los metropolitanos de Riazán, se construyó la Catedral de la Asunción en el Kremlin de Riazán.
Cuando el 29 de mayo de 1764, bajo el reinado de Catalina II, Múrom fue asignada a la eparquía de Vladímir, la eparquía pasó a llamarse Riazán y Shatsk. A su vez, cuando el 16 de octubre de 1799 Shatsk fue asignada a la eparquía de Tambov, y Zaraisk pasó a formar parte de la eparquía de Riazán, esta pasó a llamarse Riazán y Zaraisk.
Tras la Revolución de Octubre de 1917, comenzó una destrucción generalizada de la vida eclesiástica. En agosto de 1929 volvió a ser la eparquía de Riazán y Shatsk. A finales de la década de 1930, Riazán carecía de obispo gobernante; todos los monasterios y escuelas parroquiales fueron cerrados; los servicios religiosos se celebraban en unas pocas iglesias; el resto fueron destruidas o clausuradas por las autoridades. En 1944 tomó el nombre de eparquía de Riazán y Kasímov. Solo después de la Segunda Guerra Mundial de 1941-1945, la vida diocesana comenzó a mejorar ligeramente y, después de 1988, comenzó a revitalizarse por completo. En medio de la campaña antirreligiosa de Nikita Jrushchov, la eparquía de Riazán y Kasímov mantuvo altos ingresos: en 1962, recibió 356 207 rublos de ingresos netos. Al mismo tiempo, la eparquía contribuyó con grandes sumas a la Fundación Soviética para la Paz: 125 000 rublos en 1962 y 190 000 rublos en 1963. La población de la región de Riazán apoyó activamente a las iglesias. Por ejemplo, en 1965 los creyentes llevaron a las iglesias 1.5 toneladas de harina, 710 m² de tela y 890 toallas y bufandas.
El 5 de octubre de 2011 las eparquías de Kasímov y Skopin se separaron de la eparquía de Riazán y Kasímov y el 6 de octubre de 2011 se formó el metropolitanato de Riazán.

## Episcopologio

### Eparcas de Riazán y Múrom
- Arsenio † (1198-1213)
- Eufrosino el Santo Montañero † (1225-1237)
- José I † (mencionado en 1284)
- Basilio I † (circa 1291-1294)
- Esteban † (mencionado en 1303)
- Savva † (mencionado en 1304)
- Mitrofan †
- Gregorio † (1326-principios de 1334)
- Eutimio †
- Feodul †
- Miguel † (mencionado en 1334)
- Cirilo † (mencionado en 1334)
- José II † (mencionado en 1340)
- Jorge † (1340)
- Vasili II † (1354-1360)
- Atanasio † (1360-1378)
- Vassian † (mencionado en 1379)
- Teoktista † (1385-1387)
- Teognosto I † (15 de agosto de 1387-1389)
- Jeremías el griego † (1389-1392)
- Teognosto II † (1393-1407)
- Eufrosino I † (mencionado en 1410)
- Sergio (Azakov) † (1423-1427)
- José II † (mencionado en 1430)
- Jonás (Odnoushev) † (1431-1448)
- Eufrosino (Zvenets) † (1448-finales de 1461)
- David † (1 de febrero de 1462-1471)
- Teodosio † (8 de diciembre de 1471-1481)
- Simeón † (1481-1496)
- Protasio † (18 de diciembre de 1496-1516)
- Sergio II † (12 de febrero de 1517-1521)
- Jonás II † (23 de marzo de 1522-principios de 1548)
- Miguel † (22 de abril de 1548-principios de 1551)
- Casiano † (principios de 1551-1554)
- Guriy (Luzhetsky) † (17 de marzo de 1554-abril/mayo de 1562)
- Filoteo † (1562-1568)
- Sergio III † (otoño de 1569-1572)
- Feodosiy (Viatka) † (1572)
- Leónidas † (Protasyev) (1573-1586)
- Mitrofán † (1586-26 de enero de 1589 nombrado arzobispo)

### Archieparcas de Riazán y Múrom
- Mitrofán † (26 de enero de 1589-1598)
- Varlaam † (julio de 1598-17 de febrero de 1601)
- Ignacio de Chipre † (1602-30 de junio de 1605)
- Teodoreto † (agosto de 1605-10 de septiembre de 1617)
- José III † (10 de enero de 1619-1621)
- Antonio † (5 de mayo de 1621-15 de febrero de 1637)
- Moisés † (10 de enero de 1638-15 de febrero de 1651)
- Misael † (13 de abril de 1651-19 de abril de 1655)
- Hilarión (Yakovlev) † (5 de junio de 1657-13 de junio de 1669 nombrado metropolitano)

### Metropolitanos de Riazán y Múrom
- Hilarión (Yakovlev) † (13 de junio de 1669-6 de junio de 1673)
- José IV † (9 de agosto de 1674-21 de septiembre de 1681)
- Pablo (Moravo) † (noviembre de 1681-4 de septiembre de 1686)
- Abraham † (9 de enero de 1687-marzo de 1700)
- Stefan (Yavorsky) † (7 de abril de 1700-27 de noviembre de 1722)

### Eparcas de Riazán y Múrom
- Sylvester (Kholmsky) † (3 de febrero de 1723-agosto de 1725)
- Antonio (Ierofeich) † (1725-19 de abril de 1726)
- Gavriil (Buzhinsky) † (14 de julio de 1726-27 de abril de 1731)
- Lavrenty (Gorka) † (julio de 1731-26 de septiembre de 1733)
- Alexei (Titov) † (26 de septiembre de 1733-17 de septiembre de 1750)
- Dmitry (Sechenov) † (21 de junio de 1752-22 de octubre de 1757)
- Paladio (Yuryev) † (18 de junio de 1758-29 de mayo de 1764)

### Eparcas de Riazán y Shatsk
- Paladio (Yuryev) † (29 de mayo de 1764-20 de marzo de 1778)
- Simón (Lagov) † (31 de marzo de 1778-16 de octubre de 1799)

### Eparcas de Riazán y Zaraisk
- Simón (Lagov) † (16 de octubre de 1799-17 de enero de 1804)
- Ambrosy (Yakovlev-Orlin) † (29 de enero de 1804-26 de enero de 1809)
- Feofilakt (Rusanov) † (5 de marzo de 1809-14 de mayo de 1817)
- Sergio (Krylov-Platonov) † (4 de junio de 1817-18 de agosto de 1824)
- Filaret (Anfiteatro) † (12 de enero de 1825-25 de febrero de 1828)
- Grigory (Postnikov) † (3 de marzo de 1828-25 de julio de 1831)
- Evgeny (Kazantsev) † (7 de agosto de 1831-9 de mayo de 1837)
- Gavriil (Gorodkov) † (15 de julio de 1837-10 de mayo de 1858)
- Smaragd (Kryzhanovsky) † (5 de junio de 1858-11 de noviembre de 1863)
- Irinarkh (Popov) † (20 de diciembre de 1863-29 de agosto de 1867)
- Alexei (Rzhanitsyn) † (28 de noviembre de 1867-9 de septiembre de 1876)
- Palladium (Raev) † (9 de septiembre de 1876-21 de agosto de 1882)
- Feoktist (Popov) † (28 de septiembre de 1882-2 de diciembre de 1894)
- Justin (Polyansky) † (10 de diciembre de 1894-14 de octubre de 1896)
- Melety (Yakimov) † (14 de octubre de 1896-14 de enero de 1900)
- Polievkt (Pyaskovsky) † (22 de enero de 1900-7 de noviembre de 1902)
- Arkady (Karpinsky) † (18 de diciembre de 1902-3 de noviembre de 1906)
- Nikodim (Bokov) † (3 de noviembre de 1906-25 de julio de 1911)
- Dmitry (Sperovsky) † (25 de julio de 1911-17 de junio de 1917)
- Modesto (Nikitin) † (8 de mayo de 1917-9 de octubre de 1917)
- Juan (Smirnov) † (20 de noviembre de 1917-14 de octubre de 1919)
- Veniamin (Muratovsky) † (13 de julio de 1920-1922)
- Ambrosy (Smirnov) † (1923-15 de noviembre de 1923)
- Boris (Sokolov) † (16 de octubre de 1923-21 de febrero de 1928)
- Juvenaly (Maslovsky) † (10 de mayo de 1928-agosto de 1929)

### Eparcas de Riazán y Shatsk
- Juvenaly (Maslovsky) † (agosto de 1929-25 de octubre de 1937) (fue arrestado en enero de 1936)
  - Sede vacante (1937-1942)
- Alexey (Sergeev) † (13 de julio de 1942-mayo de 1944)

### Eparcas de Riazán y Kasímov
- Dmitry (Gradusov) † (26 de mayo de 1944-13 de enero de 1947)
- Ieronim (Zakharov) † (13 de enero de 1947-27 de febrero de 1948)
- Filaret (Lebedev) † (9 de mayo de 1948-27 de marzo de 1951)
- Nikolay (Chufarovsky) † (27 de marzo de 1951-14 de mayo de 1963)
- Palladium (Kaminsky) † (14 de mayo de 1963-5 de febrero de 1965)
- Boris (Skvortsov) † (21 de febrero de 1965-11 de agosto de 1972)
- Simon (Novikov) † (14 de octubre de 1972-7 de mayo de 2003)
- Pavel (Ponomarev) (7 de mayo de 2003-6 de octubre de 2011 nombrado metropolitano)

### Metropolitanos de Riazán

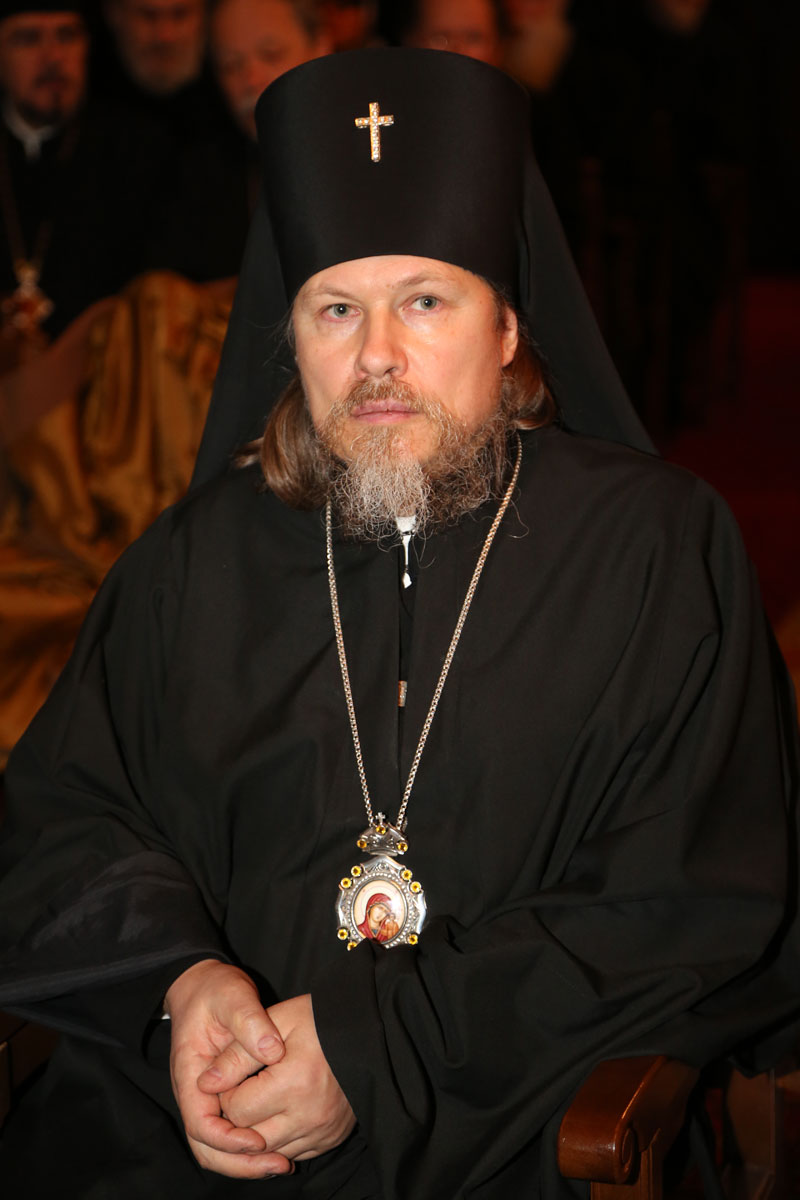
Mark Golovkov, metropolitano de Riazán desde 2015

- Pavel (Ponomarev) (6 de octubre de 2011-25 de diciembre de 2013)
- Veniamin (Zaritsky) † (25 de diciembre de 2013-22 de octubre de 2015)
- Mark (Golovkov), desde el 22 de octubre de 2015